# Christian Wirth (Politiker)

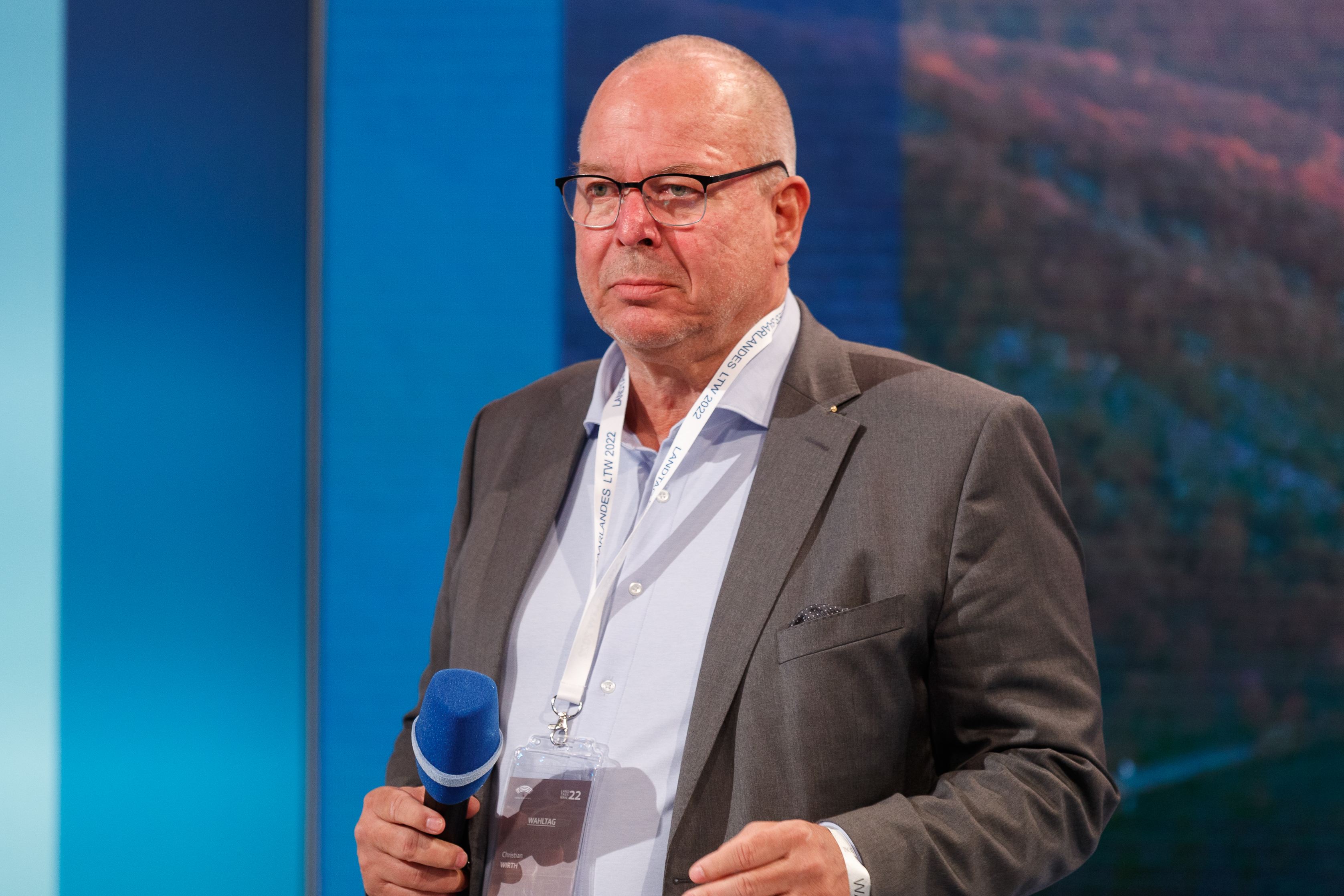
Christian Wirth (2022)

Christian Friedrich Wirth (* 27. April 1963 in Neunkirchen) ist ein deutscher Politiker (AfD) und Rechtsanwalt. Er ist seit 2017 Mitglied des deutschen Bundestages. Von Oktober 2020 bis Oktober 2022 war er Landesvorsitzende der AfD Saarland.

## Leben
Wirth studierte Rechtswissenschaften und ist als Rechtsanwalt im Saarland tätig. Er promovierte mit einer Dissertation über den Juristen Johann Andreas Georg Friedrich Rebmann. Während seines Studiums trat er 1982 der Burschenschaft Ghibellinia zu Prag in Saarbrücken bei. Später wurde er auch Mitglied der heutigen Burschenschaft Cimbria Heidelberg.
Wirth war Mitglied der FDP. Er wohnt in Neunkirchen.
Bei einer Abstimmung in Sulzbach zur Nominierung für die Bundestagswahl 2017 setzte er sich gegen seinen innerparteilichen Konkurrenten Michel Dörr, Sohn des ehemaligen AfD-Landeschefs Josef Dörr, durch und zog als Abgeordneter für die AfD in den Bundestag ein.
Im 19. Deutschen Bundestag war Wirth ordentliches Mitglied im Ausschuss für Inneres und Heimat, sowie im Kuratorium der Bundeszentrale für politische Bildung. Zudem gehörte er als stellvertretendes Mitglied dem Ausschuss für Recht und Verbraucherschutz, dem Ausschuss für Gesundheit, sowie dem Ausschuss für Ernährung und Landwirtschaft an.
Mit Beschluss des Parteitages der saarländischen Alternative für Deutschland vom 3. Oktober 2020 wurde der AfD-Politiker zum neuen Landesvorsitzenden gewählt. Zuvor setzte er sich gegen seinen direkten Konkurrenten Christoph Schaufert sowie den ehemaligen Landeschef Josef Dörr durch, der bereits Ende März mitsamt dem gesamten saarländischen Landesvorstand durch den Bundesvorstand abgesetzt worden war. Mehrere Wahlgänge waren zur Wahl erforderlich. Im Amt des Landesvorsitzenden wurde er im Oktober 2022 von Carsten Becker abgelöst.
Für die Bundestagswahl 2021 wurde Wirth erneut zum Spitzenkandidaten seines Landesverbandes gewählt. Über die Landesliste seiner Partei wurde er erneut in den Bundestag gewählt. Im Juli 2023 wurde Wirth auf einem Bundesparteitag ins Bundesschiedsgericht der AfD gewählt.

## Positionen
Anlässlich der COVID-19-Pandemie schlug Wirth im März 2020 vor, freigewordene Kapazitäten in der durch die Krise betroffenen Luftfahrtbranche „für eine schnelle und effektive Rückführung der rund 250.000 ausreisepflichtigen Migranten in Deutschland“ zu nutzen.
Wirth war einer von mehreren Abgeordneten, der in eigenem Namen vor dem Bundesverfassungsgericht gegen die erneute Einberufung des „alten“ Bundestags nach der bereits erfolgten Wahl des neuen Bundestages klagte. Das Bundesverfassungsgericht wies diese Organklage als offensichtlich unbegründet ab.